# استایال
استایال (به انگلیسی: Styal) یک روستا و محله مدنی در بریتانیا است که در چشر شرقی واقع شده‌است. استایال ۷٫۰۸ کیلومتر مربع مساحت و ۱٬۰۵۱ نفر جمعیت دارد.